# Nursevil Aydınlar
Nursevil Aydınlar, coniugata Gökbudak, (28 novembre 1995), è una pallavolista turca, palleggiatrice del Kuzeyboru.

## Carriera

### Club
La carriera di Nursevil Aydınlar inizia a livello giovanile nel Koç İ.Ö.O, dove gioca fino al 2013. Nella stagione 2013-14 fa il suo esordio da professionista in Voleybol 1. Ligi con la maglia del Galatasaray, col quale gioca per sei annate. Si trasferisce quindi al Türk Hava Yolları per il campionato 2019-20, restandovi un biennio, prima di passare nell'annata 2021-22 al Çukurova, in Voleybol 1. Ligi, conquistando la promozione in Sultanlar Ligi.
Nel campionato 2022-23 torna a calcare i campi della massima divisione turca con il Kuzeyboru.

### Nazionale
Fa parte della selezione turca under 18, vincendo il mondiale di categoria nel 2011.
Nel 2016 viene convocata per la prima volta in nazionale maggiore in occasione del Montreux Volley Masters, vincendo la medaglia di bronzo, mentre nel 2017, con la nazionale under 23, vince la medaglia d'oro al campionato mondiale.

## Palmarès

### Nazionale (competizioni minori)
- Campionato mondiale under 18 2011
- Montreux Volley Masters 2016
- Campionato mondiale under 23 2017